# アルカンジェロ・カリファーノ
アルカンジェロ・カリファーノ(Arcangelo Califano) (fl. 1730s–1756)は、バロック音楽の作曲家、チェリスト。ドレスデンの宮廷楽団で演奏した。残っている作曲にオーボエソナタ（ダブルリードと通奏低音）が含まれている。

## References
1. ↑  Recording ad with biography